# Classe Murasame (cacciatorpediniere 1994)
La classe Murasame della Forza marittima di autodifesa giapponese è costituita da nove cacciatorpediniere multiruolo che hanno elevate capacità antiaeree e antisom.
Queste unità sono state costruite dal 1993 al 2002, principalmente dal gruppo industriale Ishikawajima-Harima Heavy Industries. Il varo della nave capoclasse è avvenuto il 23 agosto 1994. 
Insieme alle classi Takanami, Akizuki e Asahi ha rappresentato la componente fondamentale dei cacciatorpediniere multiruolo della Fleet Escort Force (in giapponese Goei Kantai) della Forza marittima di autodifesa.

## Nome
Il nome Murasame ha il significato poetico di "temporale", ed è stato già utilizzato per le navi giapponesi, nel 1935 per un cacciatorpediniere della classe Shiratsuyu, e nel dopoguerra per la classe omonima di cacciatorpediniere del 1958.

## Progetto
Queste unità sono classificate come DD (multi-purpose destroyer), ossia cacciatorpediniere multiruolo (in giapponese hanyō goeikan), e rappresentano la seconda generazione di questa tipologia di navi nella JMSDF, dopo le classi Hatsuyuki e Asagiri. 
Rispetto ai precedenti cacciatorpediniere della classe Asagiri, chiamata progetto 58DD, sono molto più grandi, essendo più lunghi di ben 14 metri e più larghi di 2,8 metri. 
Al progetto della classe Murasame fu attribuito il nome in codice 03DD, essendo stato approvato nel terzo anno dell'era Heisei, corrispondente all'anno 1991.

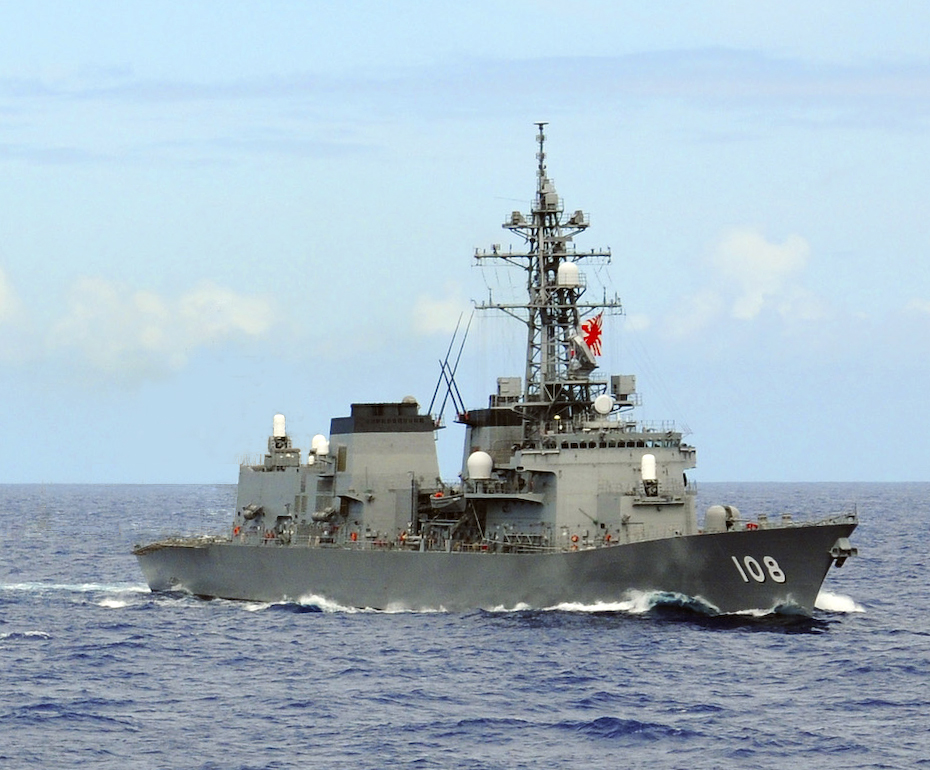
Il cacciatorpediniere Akebono.

Il disegno di queste navi è particolarmente slanciato, con una linea snella e idrodinamica funzionale alla riduzione del rumore prodotto dalla scafo, e con sovrastrutture inclinate per ridurre la riflessione delle onde radar.

## Caratteristiche tecniche
I Murasame sono lunghi 151 metri, hanno una larghezza di 17,4 metri, con un dislocamento standard di 4.550 tonnellate, che raggiunge a pieno carico 6.200 tonnellate. 
La propulsione è fornita da un impianto COGAG composto da quattro turbine a gas,  due General Electric LM2500 e due Rolls-Royce SM1C, con una potenza complessiva di 60.000 cavalli vapore. 
La velocità massima alla quale si può arrivare è di 30 nodi.

## Dotazione elettronica
Il radar di scoperta aerea è un radar 3D a scansione elettronica OPS-24B in banda L, prodotto da Mitsubishi Electric, e dotato di una portata di 200 km. Invece il radar di scoperta di superficie è un OPS-28D, che è un radar a impulsi Doppler in banda C, sviluppato da Japan Radio Company (JRC). Infine il radar di navigazione è un OPS-20 in banda X prodotto da Japan Radio Company.

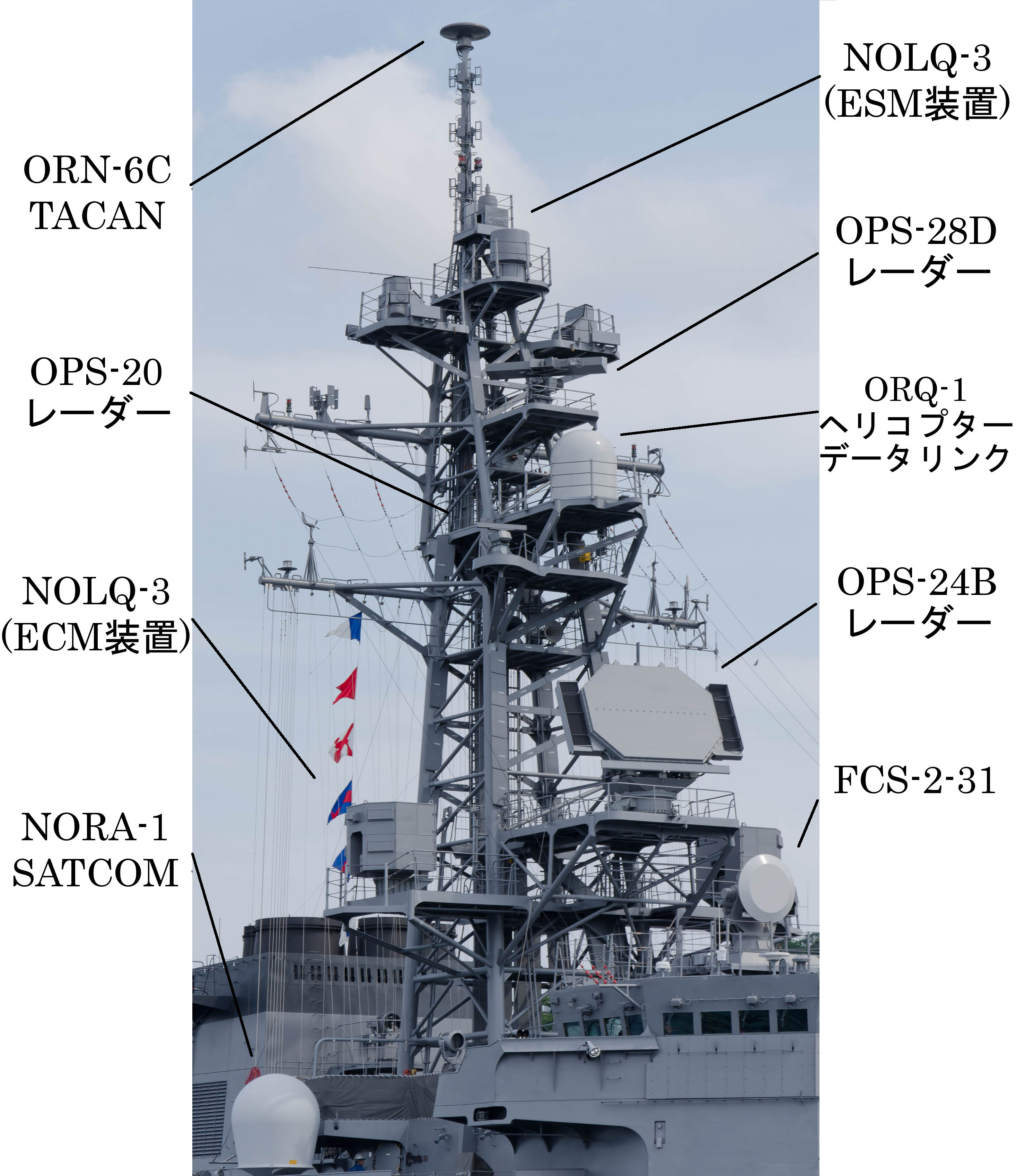
L'imponente albero a traliccio con la numerosa dotazione elettronica.

Il centro informazioni di combattimento (CIC) è posizionato sul secondo ponte della nave, e impiega un dispositivo di elaborazione tattica delle informazioni OYQ-9. I computer installati sono AN/UYK-43 e AN/UYK-44 sviluppati da UNIVAC (poi Unisys). 
I collegamenti satellitari sono garantiti da un dispositivo SUPERBIRD B2. Per la guerra elettronica è utilizzato il sistema NOLQ-3 che consente di disturbare le onde radio oppure di individuarne l'emissione e la direzione. Sono disponibili anche lanciatori di esche del tipo chaff, sparate da un dispositivo Mk. 137. 
Per la guerra sottomarina sono utilizzati il sonar a scafo OQS-5 e il sonar trainato (TAS) OQR-2.

## Armamento
Il pezzo principale dell'artiglieria è costituito da un cannone OTO Melara 76/62 mm Compatto con capacità antiaerea e navale, in grado di sparare con una cadenza di 85 colpi al minuto.

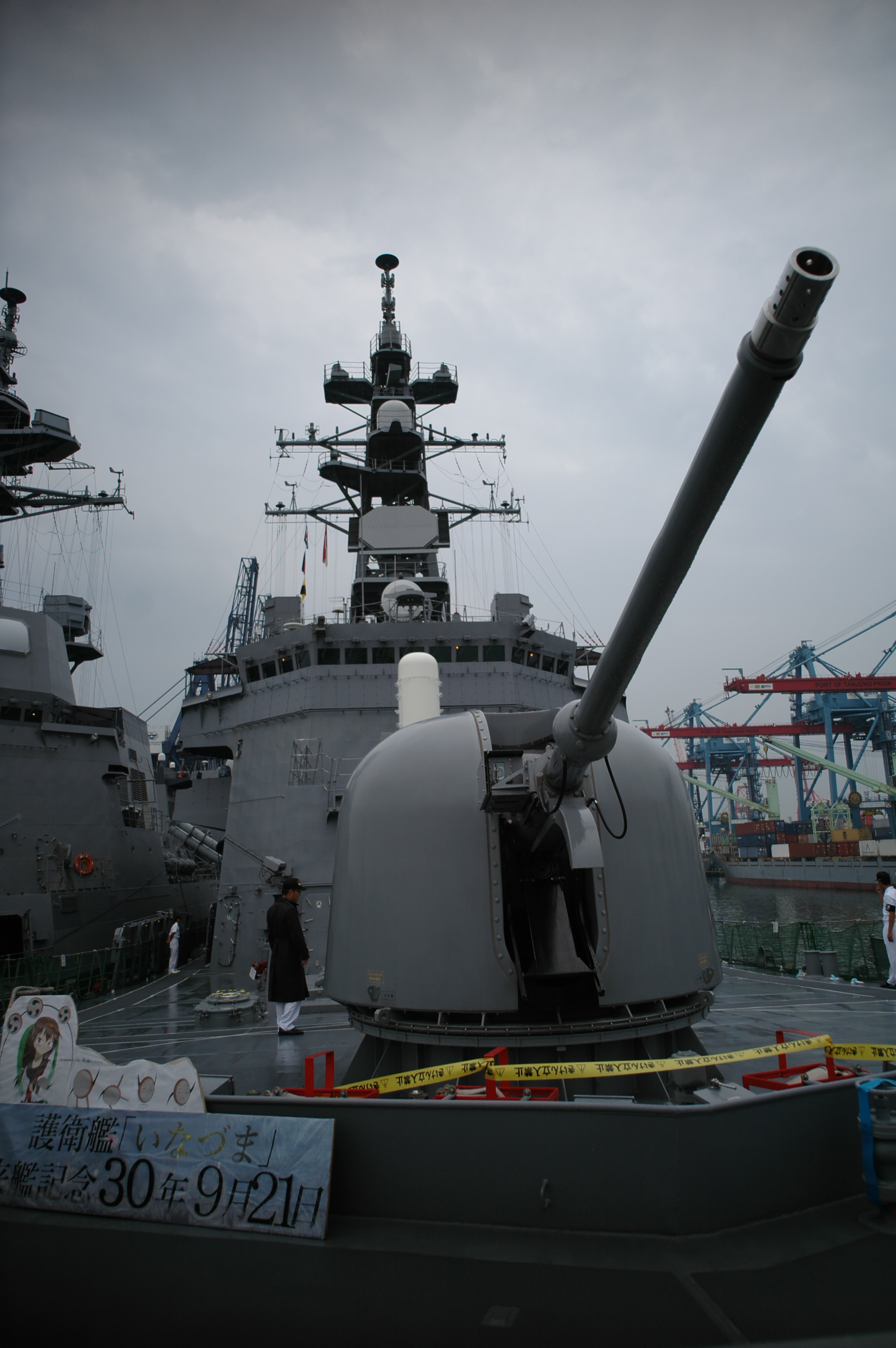
Il cannone Oto Melara da 76 mm.

Per la difesa di punto sono installati anche due sistemi Phalanx CIWS Mk. 15 Mod. 12, inizialmente della versione Block 1, e poi aggiornati al Block 1B Baseline 2 con capacità antimissile e antisuperficie. 
Al centro della nave sono montati due lanciatori quadrupli per missili antinave Type 90 prodotti da Mitsubishi Heavy industries.

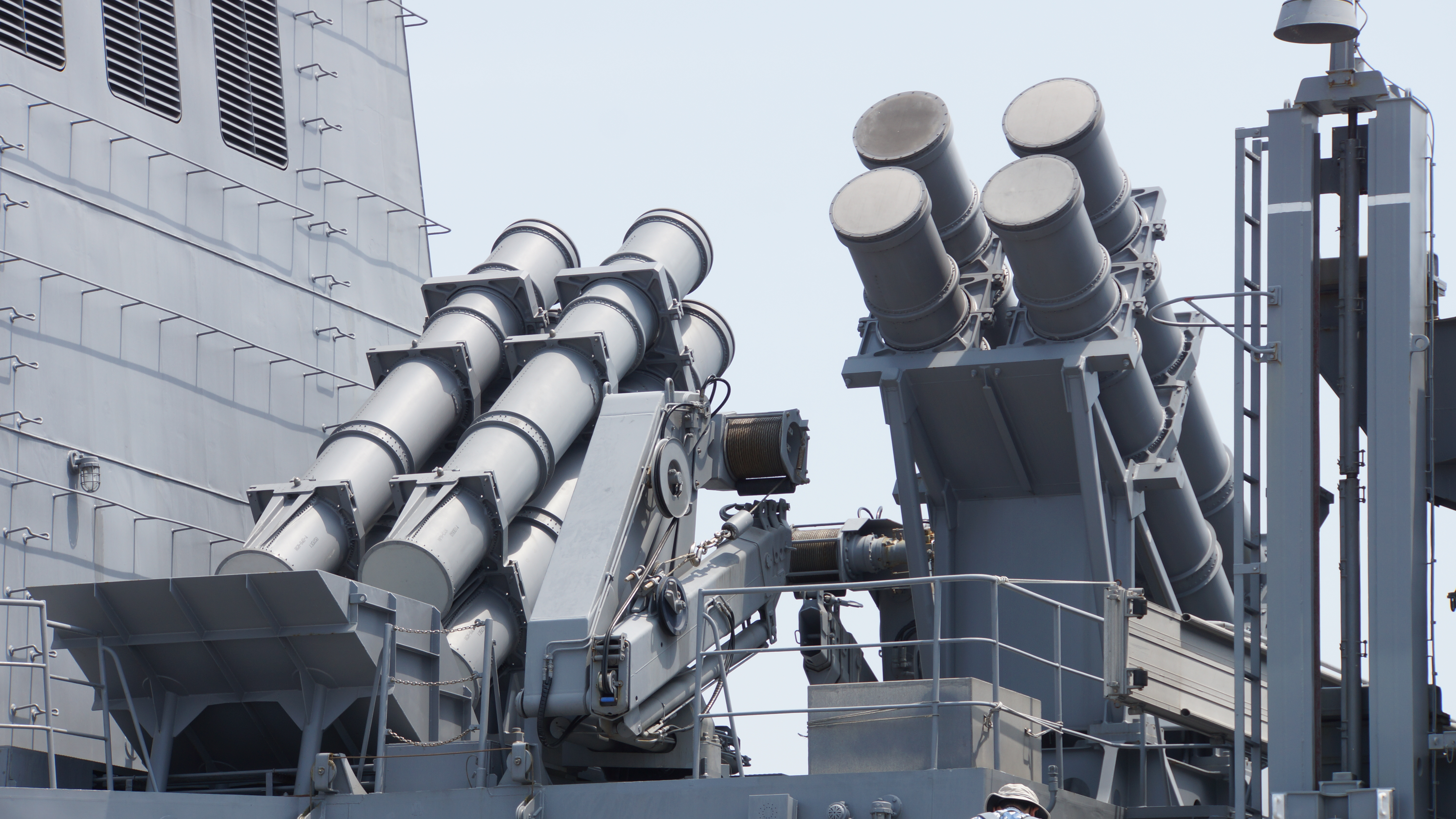
I lanciatori quadrupli dei missili antinave Type 90 SSM-1B.

Un lanciatore verticale Mk. 41 Mod. 9 con 16 celle è installato a prua, ed è dotato di missili antisom ASROC RUM-139 VLA, mentre fra i due fumaioli al centro è posizionato un lanciatore verticale Mk. 48 con 16 celle per missili antiaerei (inizialmente Sea Sparrow, ma dal 2012 sostituiti con i più prestanti ESSM). 
Inoltre sono disponibili due gruppi di lanciasiluri tripli Type 68 da 324 mm nella versione HOS-302 in grado di utilizzare i siluri Mk. 46 e Type 73.

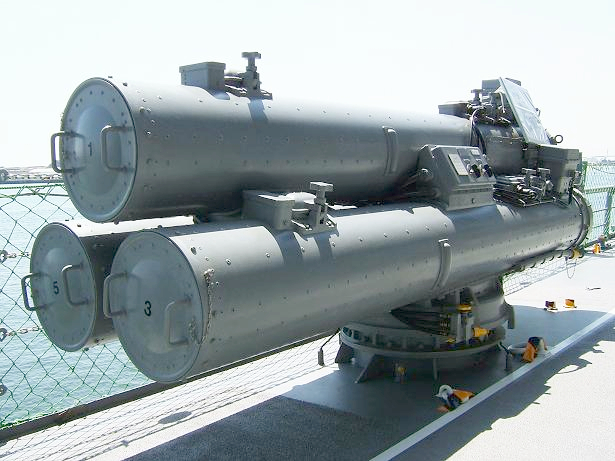
I tubi lanciasiluri da 324 mm.